# What Price Goofy
What Price Goofy è un film del 1925, diretto da Leo McCarey e interpretato da Charley Chase.

## Trama
Jamison ha una moglie gelosissima che ha un'amica pettegola che lo vede parlare con una donna e dice alla moglie che è l'amante. Così ella va via di casa nella quale arriva per pranzo il professor Brown e solo al ritorno di sua moglie Jamison scopre che è una donna. Così spaccia uno svaligiatore per il professor Brown. A complicare le cose ci sono la poca credibilità di questo, un cane giocherellone e un maggiordomo che balla in continuazione per confondersi con il vero professore che batte per terra perché ha fame. Lo svaligiatore porterà via il professore in un sacco scambiandolo con la refurtiva e Jamison dirà a sua moglie che l'amica di lei, capitata in casa, c'era stata portata dal maggiordomo e la consorte smette di sospettare.